# Laxtjärnen (Arvidsjaurs socken, Lappland, 726072-164254)
Laxtjärnen är en sjö i Arvidsjaurs kommun i Lappland och ingår i Skellefteälvens huvudavrinningsområde.